# Château de Fleurigny
Le château de Fleurigny est un château situé sur la commune de Thorigny-sur-Oreuse, dans le département de l'Yonne, en France.

## Localisation
Le château est situé sur la paroisse de Fleurigny (et ancienne commune du nom), à Thorigny-sur-Oreuse.
Il est installé sur une île, et donc entièrement entouré d'eau. Au midi, un étang borde la cour intérieure.
Un vaste parc est longé par le potager circulaire de grande dimension, l'ancienne ferme seigneuriale (vers le levant) transformée depuis peu en centre équestre, la chapelle sépulcrale (du XIXe siècle), l'ancien pont levis de la commanderie de Launay. Près du château se trouvent les écuries.

## Description
Situé sur une île entourée d'eau, le château forme un arc allant du couchant au levant par le septentrion. Sa grande cour s'ouvre sur un étang au Midi.
Hormis les extrémités de cet arc, le château présente un parement de grès vers l'extérieur, et une façade de briques et de fenêtres Renaissance vers l'intérieur.
Le bâtiment central abrite "la salle des gardes" qui conserve une grande et somptueuse cheminée. Elle avait déjà impressionné les enquêteurs de l'Ordre de Malte venant se renseigner sur l'honorabilité du lignage au début du XVIIe siècle . À l'étage, un délicieux cabinet orné de peintures du XVIIe siècle évoque la vie castrale et champêtre.
À l'extrémité du couchant, un pavillon de brique de style anglais abrite le logement de confort.
À l'extrémité orientale, une chapelle Renaissance est le joyau architectural du Sénonais. Un sarcophage mérovingien, trouvé sur les terres du domaine (sur la route départementale en bordure Sud du parc) a été remisé dans le grenier de la chapelle. Outre une décoration exubérante, et des vitraux anciens, cette chapelle comprend des plaques tombales de la famille antérieures à la révolution.

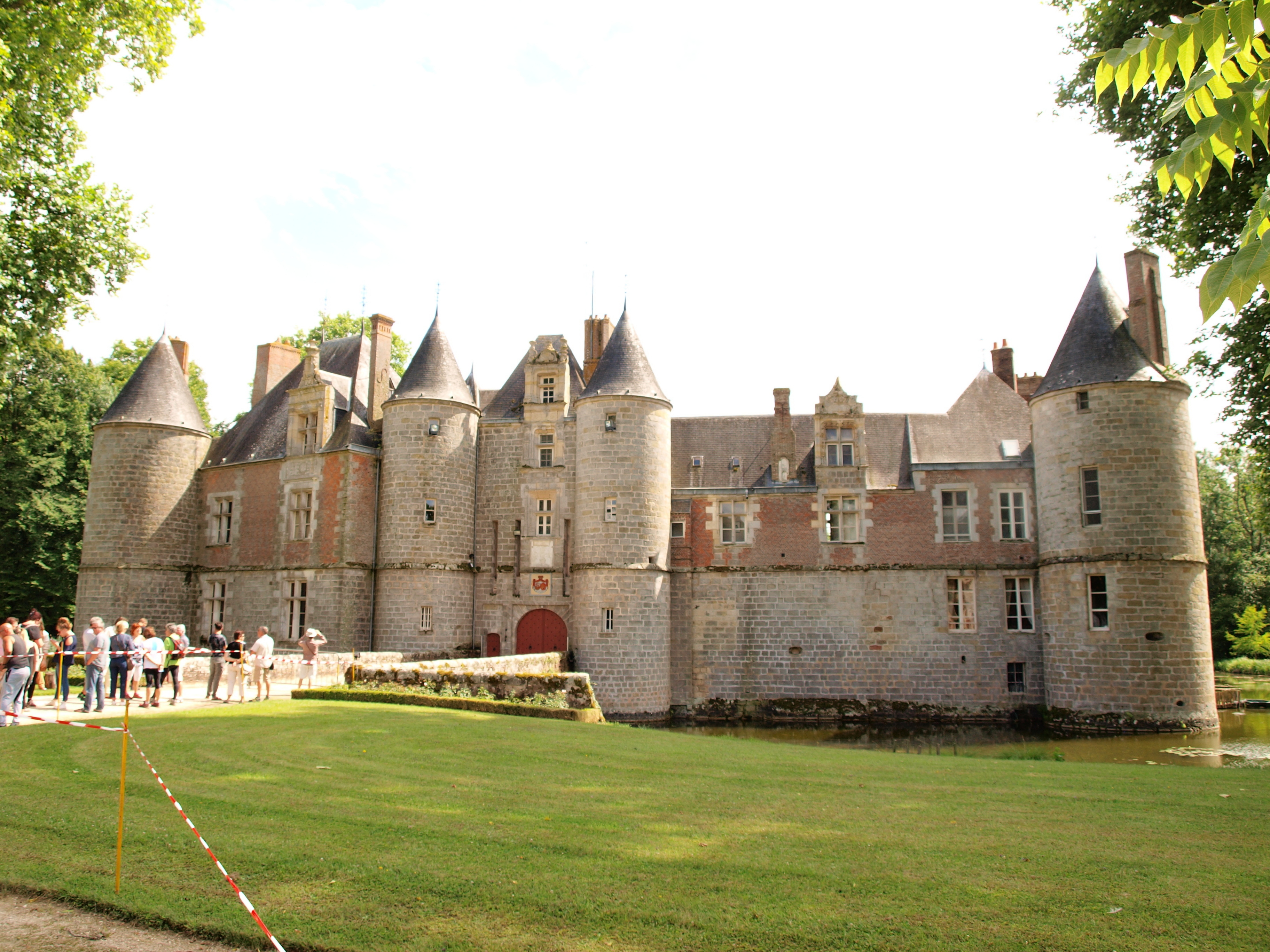
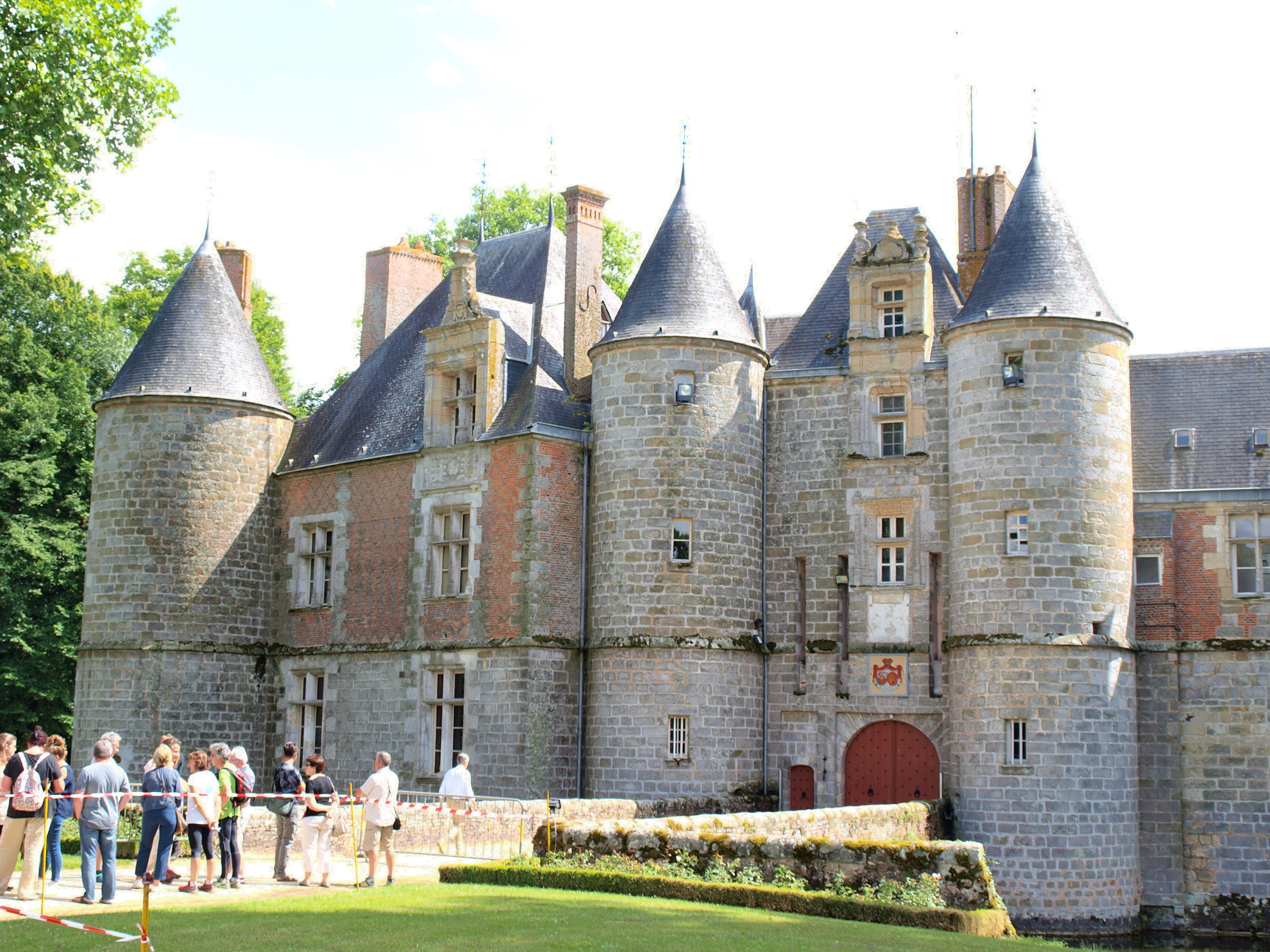
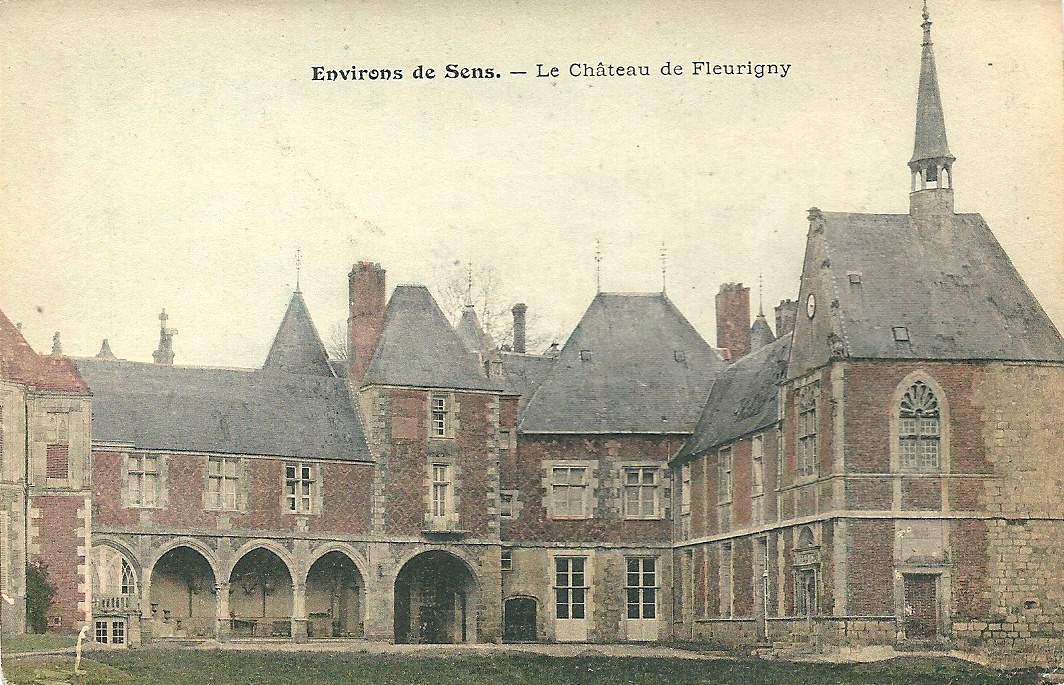
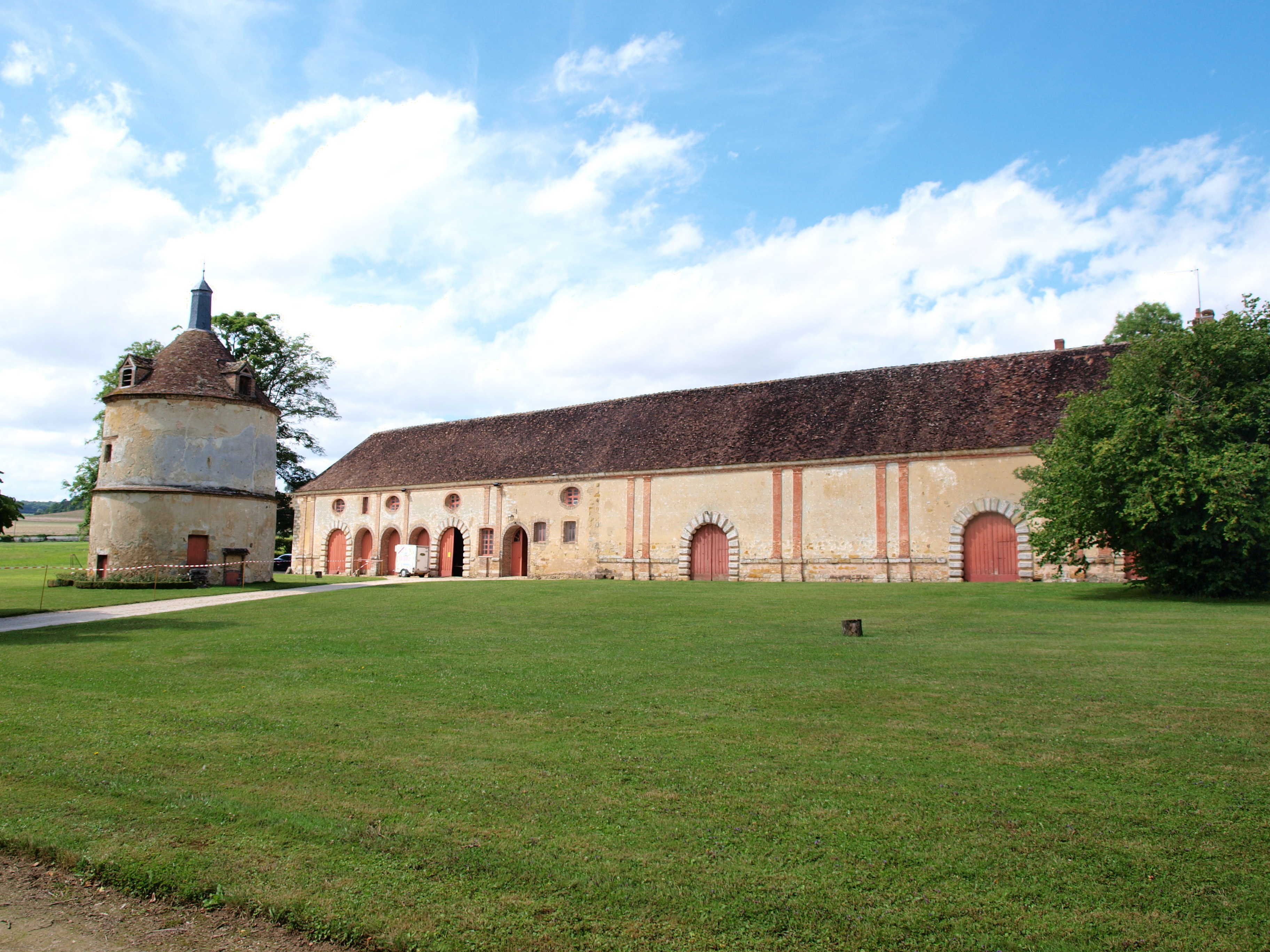
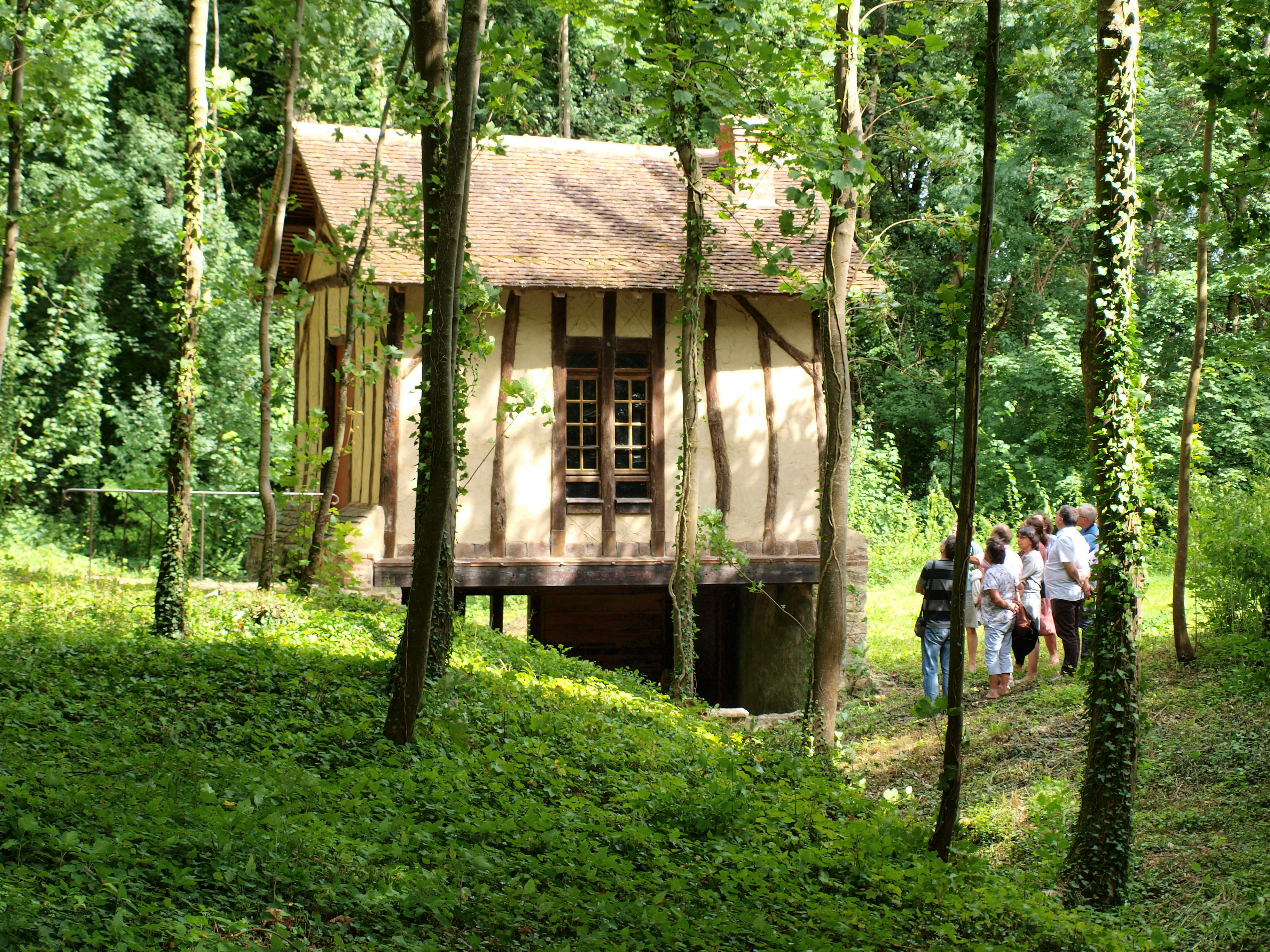
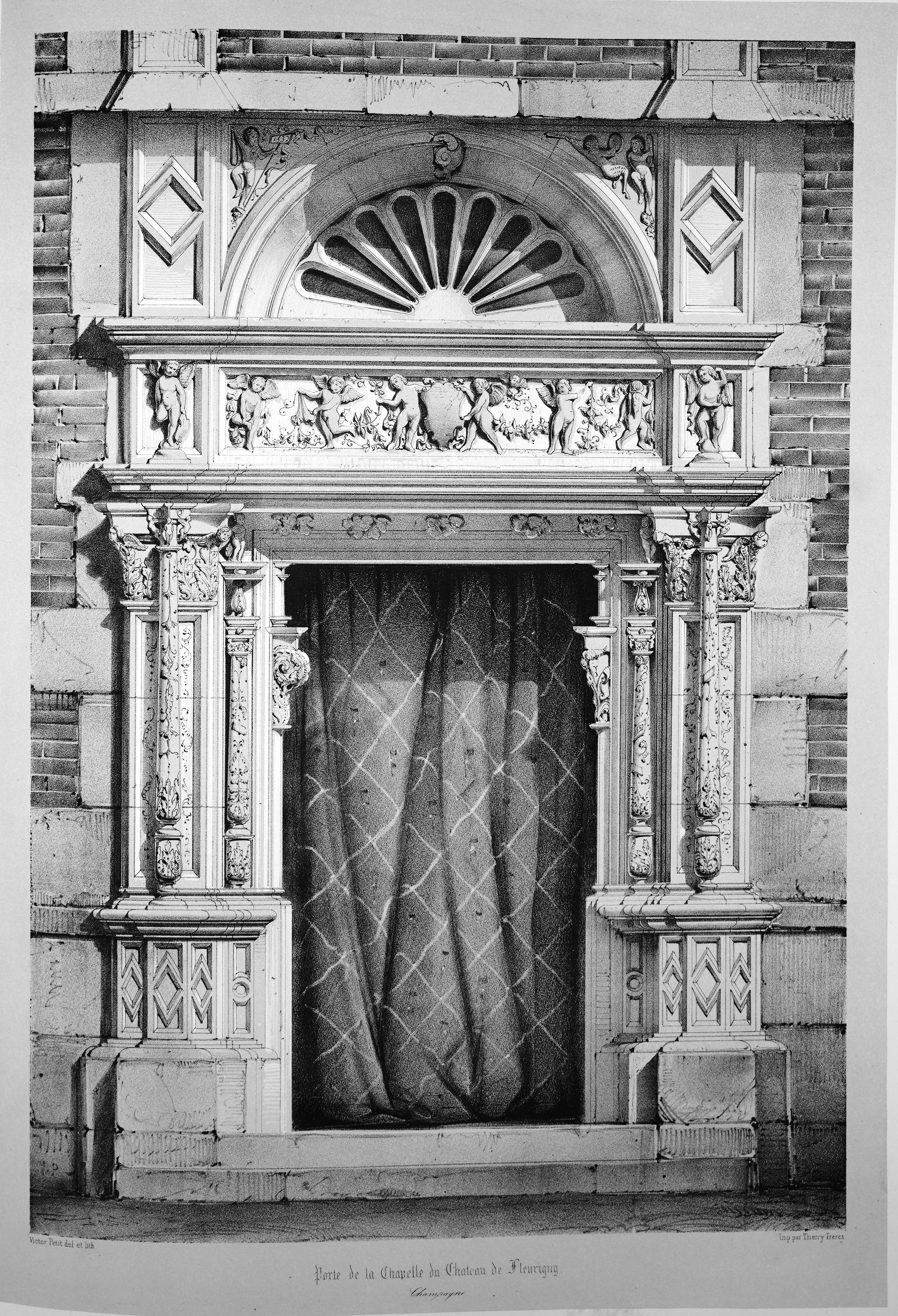
Portail de la chapelle.

## Historique
Le château est mentionné au milieu du XIIIe siècle comme étant "neuf". Il appartient alors à Érard de Brienne, sire de Ramerupt, qui a tenté vainement de s'emparer de la couronne comtale de Champagne après avoir épousé gaillardement Philippa de Champagne. Le château est bâti sur les terres venant de sa mère, issue du lignage de Venisy (branche cadette de la famille féodale de Trainel installée près de Saint-Florentin). Du fait de sa déconfiture militaire et politique, il brade des éléments de son patrimoine, tel la vaste forêt de Rageuse (Arces). Il vend aux chevaliers de Saint-Jean de Jérusalem la suzeraineté sur Fleurigny et ses propres vassaux du lieu. Pour cette raison, le fief de Fleurigny sera vassal de la commanderie de Launay, où les chevaliers de Saint-Jean portent leur maison au rang de commanderie (fin XVe siècle) siège du Grand-Prieur de France (XVIIe et XVIIIe siècles).
Le château entre en possession de la famille de Fleurigny au milieu du XIVe siècle. Cette famille était jusque-là simplement fieffée sur la paroisse et vassale d'Erard de Brienne. Robinet de Florigny faisant carrière auprès du duc de Bourgogne, et sans descendance, transmet le château à son frère Philippe, premier chambellan du duc Louis d'Orléans.
Alors que la famille de Fleurigny vit en pays Drouais, le château de Fleurigny est défortifié sur ordre de Charles VII au terme des combats qui permettent d'éliminer la présence anglaise du Sénonais vers 1435. Il est vendu sous diverses conditions par Jeanne de Fleurigny, dernière du nom à son lointain cousin François Leclerc au début du XVIe siècle. Il s'engage à relever le nom et les armes de sa cousine. Il est l'oncle maternel du célèbre architecte Pierre Lescot qui est intervenu dans le voisinage au château de Vallery. 
Les Leclerc transforment l'aspect du château en abattant le mur de la cour sur le Midi, en établissant une façade Renaissance, et en terminant l'aile orientale par une magnifique chapelle. La famille loge ordinairement au château jusqu'à la révolution, y entretenant une domesticité nombreuse et éduquée dont le village profite.
Sous Louis-Philippe d'Orléans, le dernier Leclerc de Fleurigny construit une aile du plus pur style anglais terminant l'aile occidentale. Il acquiert la porte fortifiée de la commanderie de Launay, qu'il fait démonter et remonter à l'entrée Ouest de son parc, renversant le blason qui domine l'arc d'entrée.
La chapelle est classée au titre des monuments historiques en 1889 et le château lui-même en 1930.